# Saint-Sulpice-la-Forêt
Saint-Sulpice-la-Forêt (bretonisch: Sant-Suleg-ar-C’hoad) ist eine französische Gemeinde mit 1.557 Einwohnern (Stand: 1. Januar 2022) im Département Ille-et-Vilaine in der Region Bretagne; sie gehört zum Arrondissement Rennes und zum Kanton Liffré. Die Einwohner werden Sulpiciens genannt.

## Geographie
Saint-Sulpice-la-Forêt liegt etwa 14 Kilometer nordnordöstlich von Rennes. Umgeben wird Saint-Sulpice-la-Forêt von den Nachbargemeinden Chasné-sur-Illet im Norden, Liffré im Süden und Osten, Betton im Südwesten sowie Mouazé im Westen.

## Bevölkerungsentwicklung
| Jahr                      | 1962 | 1968 | 1975 | 1982 | 1990 | 1999 | 2006 | 2013 |
| Einwohner                 | 299  | 325  | 509  | 731  | 1064 | 1307 | 1429 | 1412 |
| Quelle: Cassini und INSEE |      |      |      |      |      |      |      |      |

## Sehenswürdigkeiten
- Kirche Saint-Sulpice aus dem 11. Jahrhundert
- Ruine des Benediktinerklosters Notre-Dame in Le Nid-au-Merle (auch: Kloster Saint-Sulpice des Bois), 1112 gegründet, 1792 aufgelöst, 1926/1992/1993 Monument historique

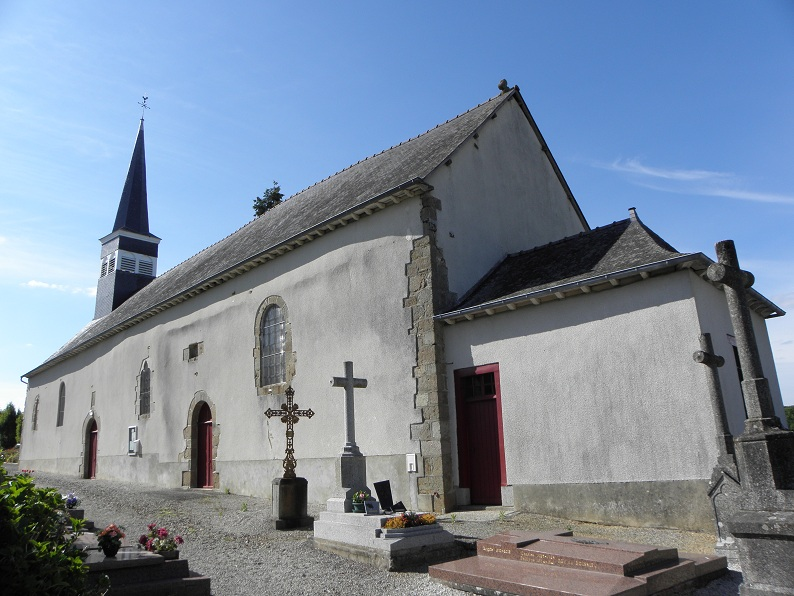
Kirche Saint-Sulpice
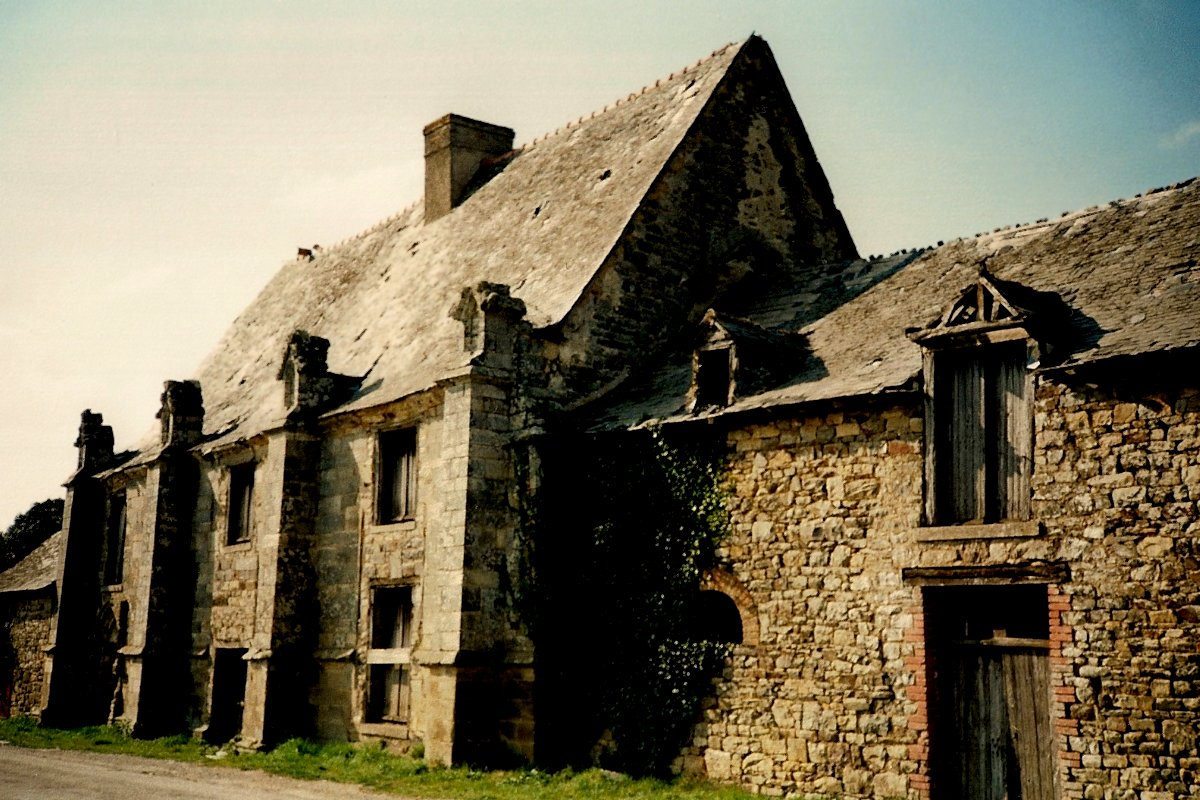
Klosterkapelle